# Рубленый город
Рубленый город (Ярославский кремль; в старину также Малый город) — древнейшая часть города Ярославля в форме треугольника, расположенная на высоком мысе при слиянии рек Волги и Которосли.  В начале XI века здесь была построена крепость, ставшая ядром нового города. С северной стороны деревянную крепость защищал глубокий Медведицкий овраг, по которому до конца XVIII века текла речка Медведица. 
Топоним восходит к технике рубленого города, в которой были построены деревянные стены крепости. Как и в некоторых других древнерусских городах (например, Пскове и Новгороде), московский термин «кремль» для обозначения городской крепости ярославцами никогда не использовался. Современное разговорное название местности — Стрелка (часто применяется только к нижнему заливному мысу, где в 2010 году был открыт памятник 1000-летию Ярославля).
Ярославль быстро вырос за пределы Рубленого города, северо-западная (напольная) граница которого была обнаружена археологами около главного корпуса Медицинской академии. Исторически торговля и ремесленничество были сосредоточены в гораздо более обширном Земляном городе, а небольшой Рубленый город (его периметр составлял чуть более километра) оставался до конца XVIII века административным и церковным центром Ярославля.
В 2025 году губернатор Михаил Евраев распорядился повесить у входа в бывший Спасо-Преображенский монастырь (расположен в 500 метрах к западу от Рубленого города) большую вывеску «Ярославский кремль», потому что, по его мнению, монастырь больше «похож» на кремль, чем Рубленый город. Это вызвало протесты краеведов и общественников, которые заявили, что анонсированное властями «брендовое наименование» бывшего монастыря не соответствует исторической достоверности и вносит путаницу в городскую топонимику. В ходе опроса на сайте Ярославского музея-заповедника лишь 11 % участников поддержали действия властей.
Не следует путать Рубленый город с Ярославской крепостной стеной XVII века, от которой сохранилась, в частности, Власьевская башня.

## История

### Средние века
По данным археологов, первый ярославский детинец занимал представлял собой небольшую, но хорошо защищённую дерево-земляную крепость, окружённую рвом. Стены состояли из трёх рядов клетей, заполненных песком и супесью. Габаритные размеры клетей около 4-4,5 м, промежутки между ними и между рядами — около 0,8 м. Конструкция крепости аналогична Ярославову валу в Киеве, значительно уступая ему в масштабах. Стены крепости, не примыкавшие к крутым берегам рек, были защищены рвом глубиной 5-6 метров.
В 1149 году в ростово-суздальские владения Юрия Долгорукого вторгся киевский князь Изяслав Мстиславич, а также его братья Святополк и Ростислав. Грабя Поволжье, они ходили к Ярославлю, но города не взяли. В 1152 году Ярославль он успешно выдержал осаду булгарами. В начале XIII века в детинце начинается обильное каменное строительство, а в 1209 году князь Константин Всеволодович начал строительство новой крепости. Вероятно тогда был сделан прокоп между двумя оврагами, и получившийся глубокий Медведицкий овраг стал северной границей нового детинца, занявшего всю Стрелку. На княжеском дворе, располагавшемся в юго-восточной части детинца, в 1215—1219 годы была построена каменная церковь во имя Успения Пресвятой Богородицы. Точное местоположение этой церкви пока не установлено. Предположительно она находилась к востоку от современной, на краю Стрелки. В 1218 году Ярославль стал центром особого удельного княжества, а в детинце разместился княжеский двор. В 1221 году почти весь Ярославль выгорел в пожаре, княжеский двор чудом не пострадал.
Город отстроили заново, но в феврале 1238 года он был разорён и сожжён полчищами Батыя. В ходе раскопок 2005—2008 годов, затронувших лишь небольшую часть Стрелки, были найдены 9 захоронений с сотнями убитых в этом погроме. Все захоронения были сделаны не ранее начала лета, что свидетельствует о полном уничтожении жителей города и отсутствии жизни в нём в течение нескольких месяцев. Восстановленный князем Василием Всеволодовичем город в 1257 году был снова разорён ордынцами.

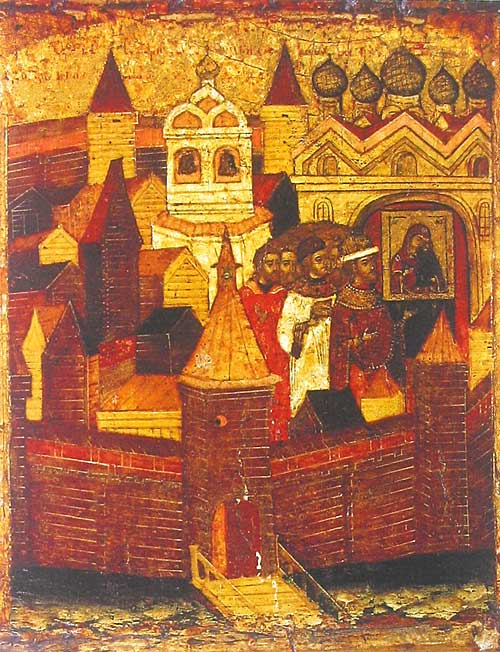
Кремль на иконе 1655 года

Сведений об укреплениях и застройке кремля в XIV—XV веках не сохранилось. Известно, что Успенский храм пострадал в пожаре в 1480-х годах, был отремонтирован, но в 1501 году в большом пожаре выгорел весь Рубленый город, и храм вместе со всем княжеским двором были полностью уничтожены. В том же году началось возведение нового собора, вероятно рядом или на месте предыдущего. Его строили искусные мастера, присланные по распоряжению великого князя Ивана III из Москвы. Дата завершения строительства не сохранилась, но известно, что осенью 1504 года Иван III молился в новом соборе во время приезда в Ярославль. В ходе раскопок 2004—2006 года был найден участок фундамента западной стены этого собора, расположенный к востоку от современного.

### Новое время
В 1609 году в Рубленом городе и Земляном городе во время осады Ярославля войсками Лжедмитрия II успешно оборонялись ярославцы во главе с воеводами Василия Шуйского. Экономические ресурсы Ярославля позволили ему быстро отстроиться по окончании Смуты. Вокруг Рубленого города были возведены новые стены длиной 1238 м, включавшие десять глухих и две проездные башни. На валах Земляного города и по берегам Волги и Которосли срубили дереваянные стены общей протяжённостью 2868 м с двадцатью четырьмя башнями, четыре из которых были проездными. В 1642—1646 годах был возведён новый собор на месте современного, а от старого оставлен лишь подклет, в котором устроили зелейную казну. Согласно росписи 1648 года, под защитой стен кремля находились казённые учреждения города: воеводский двор, приказная изба, пороховая казна, дворы губных старост, подьячих, стрелецкого сотника, городовой магистрат, городской собор и другие здания.

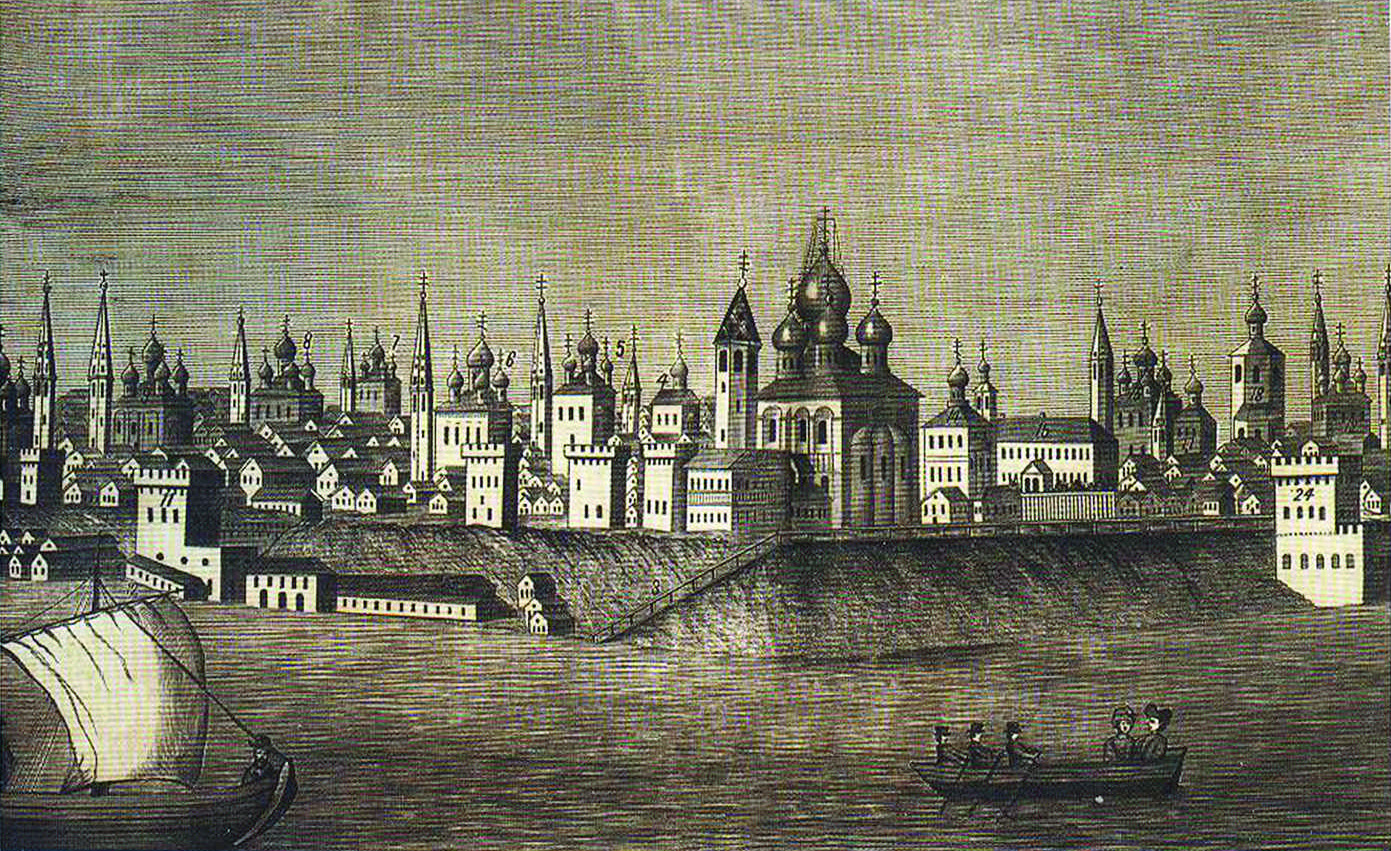
Башни и храмы кремля на гравюре 1731 года

Во время великого ярославского пожара 1658 года в кремле выгорели все строения. Сразу же вслед за тем началось восстановление и строительство каменных укреплений. На берегах рек у окончаний Медведицкого оврага были поставлены каменные проездные крепостные башни: со стороны Которосли — Зелейная для хранения пороха, а со стороны Волги — Подволожская (позднее перестроенная в арсенал и сохранившаяся до наших дней). Овраг укреплять не стали по причине недостатка средств, а вдоль Которосли поставили две глухие башни и одну воротную — Никольскую. Вскоре работы по восстановлению кремля были приостановлены из-за отсутствия средств, а укреплению этой древнейшей части города не придавали больше серьёзного значения. Роль главной оборонительной линии взяли на себя вали и башни Земляного города, а также Спасо-Преображенский монастырь.

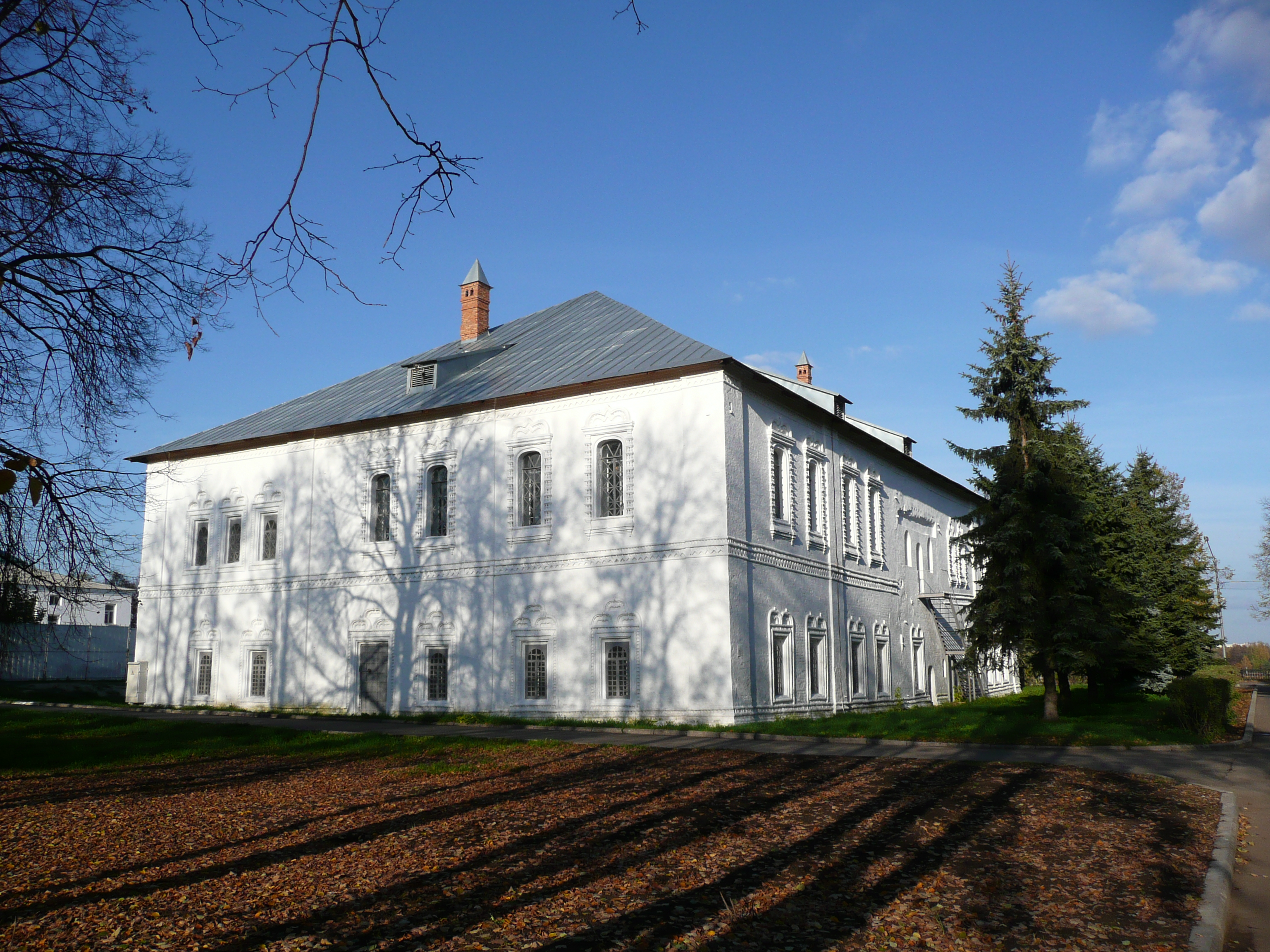
Митрополичьи палаты приобрели свой нынешний вид после реставрации П. Д. Барановским в 1920-е гг.

В 1680-е годы участок Рубленого города вверх по течению Волги ростовский митрополит Иона Сысоевич облюбовал для возведения своей резиденции в Ярославле — архиерейских палат. Его основной резиденцией служил построенный им же архиерейский дом в Ростове, ошибочно известный как «Ростовский кремль». В Ярославле от построек Ионы Сысоевича 1680-х годов сохранились только митрополичьи палаты (ныне в них размещается Музей древнерусского искусства). Ещё в начале правления Екатерины II это здание считалось лучшим в городе, и именно в нём останавливалась императрица. Где-то неподалёку было оборудовано «место тюремное».
На месте княжеского двора в петровское время стоял двухэтажный воеводский дом — место пребывания ярославского воеводы. В течение XVIII века он сильно обветшал, а в 1787 году был разобран.

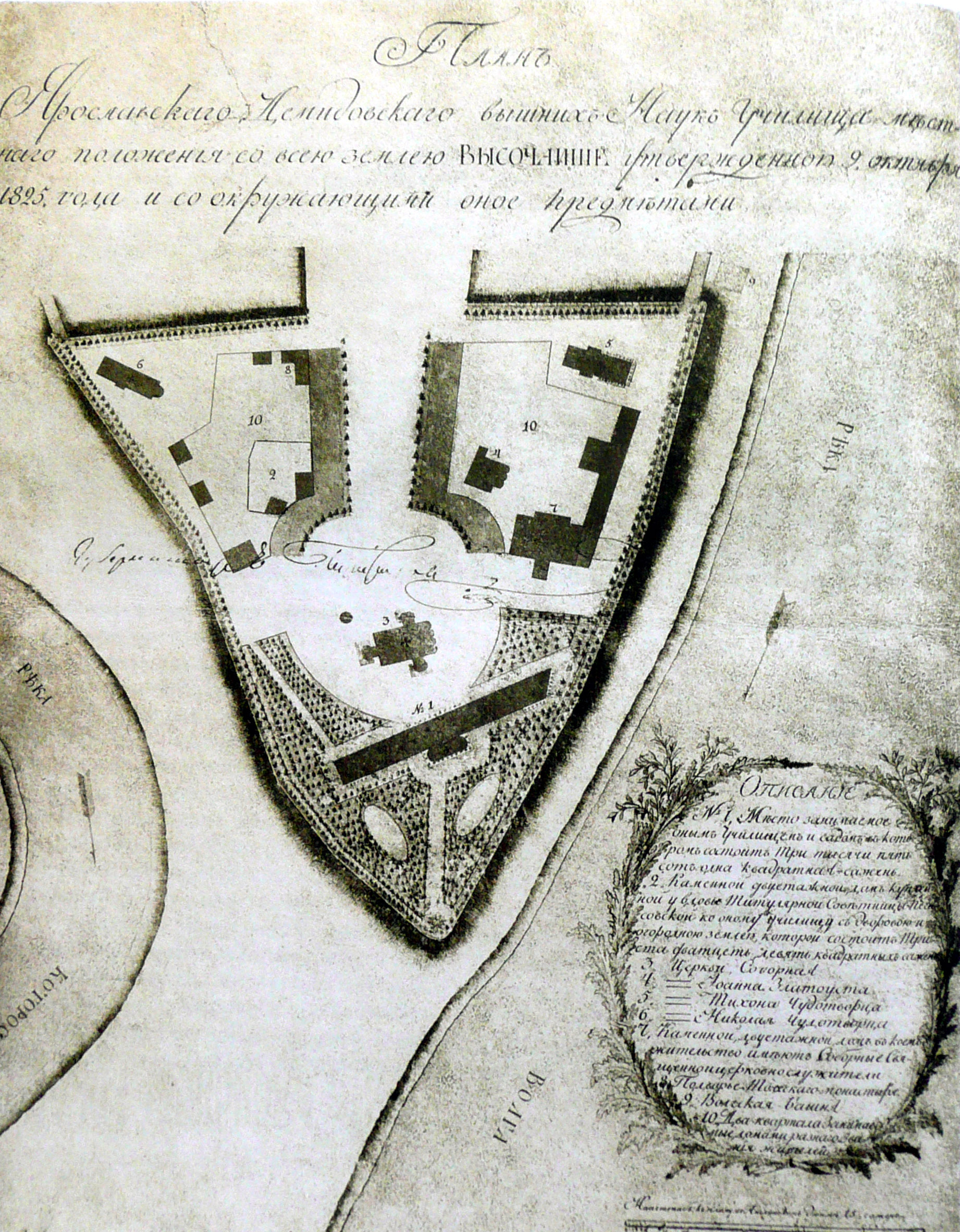
План Рубленого города. 1825 год.
Под цифрами: 1) Демидовское училище и сад при нём, 2) дом, купленный для училища, 3) Успенский собор, 4) церковь Иоанна Златоуста, 5) церковь Тихона Чудотворца, 6) церковь Николая Чудотворца, 7) жилой дом служителей собора, 9) Волжская башня, 10) жилые кварталы.

Правление Екатерины II наложило неизгладимый отпечаток на Ярославль и обновило функцию Рубленого города как части города. В ходе предпринятой ею градостроительной реформы в 1778 году административный центр был перемещён в Земляной город, а Рубленый город очищен от старой деревянной застройки. Укрепления кремля были окончательно срыты, Медведицкий овраг частично засыпан, а вдоль Волжской набережной из Земляного города в Рубленый перекинут каменный мост.
В 1787 году древний Спасо-Преображенский монастырь был определён под резиденцию митрополита, который по указанию Синода покинул окончательно захиревший Ростов и перебрался в гораздо более крупный губернский город. Монастырь к размещению митрополита готов не был, там велись строительные работы, и для временного размещения архиерея на месте разобранного воеводского дома было срочно выстроено новое здание.

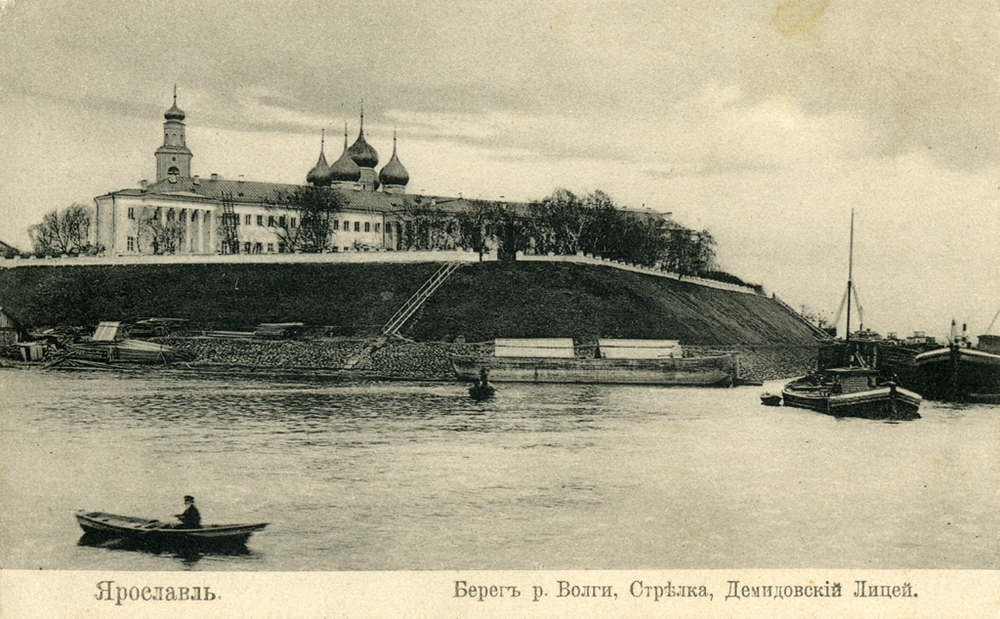
Вид с реки на Демидовский лицей, конец XIX века

К 1813 году, когда митрополит окончательно водворился в Спасо-Преображенском монастыре, не особо приглядное здание на месте воеводского дома было решено снести, а участок отдать под строительство Демидовского лицея. Возведением этого крупного памятника провинциального классицизма занимался до 1826 года губернский архитектор Пётр Паньков, встроивший в него нижний этаж здания, построенного несколькими десятилетиями ранее. Демидовский лицей занял, таким образом, самое «выгодное» место — перед древним шестистолпным собором. Из его окон открывался прекрасный вид на водную гладь сливающихся Которосли и Волги.
Оказавшись на периферии нового экономического и административного центра, бывший кремль в XIX веке застраивался частными и церковными зданиями в стиле классицизма. Из построек XIX века сохранились здания подворья Толгского монастыря (1808 г.), усадьбы Тихомировых (1852 г.), дом Ширяевой (нач. XIX в.).

### Новейшая история

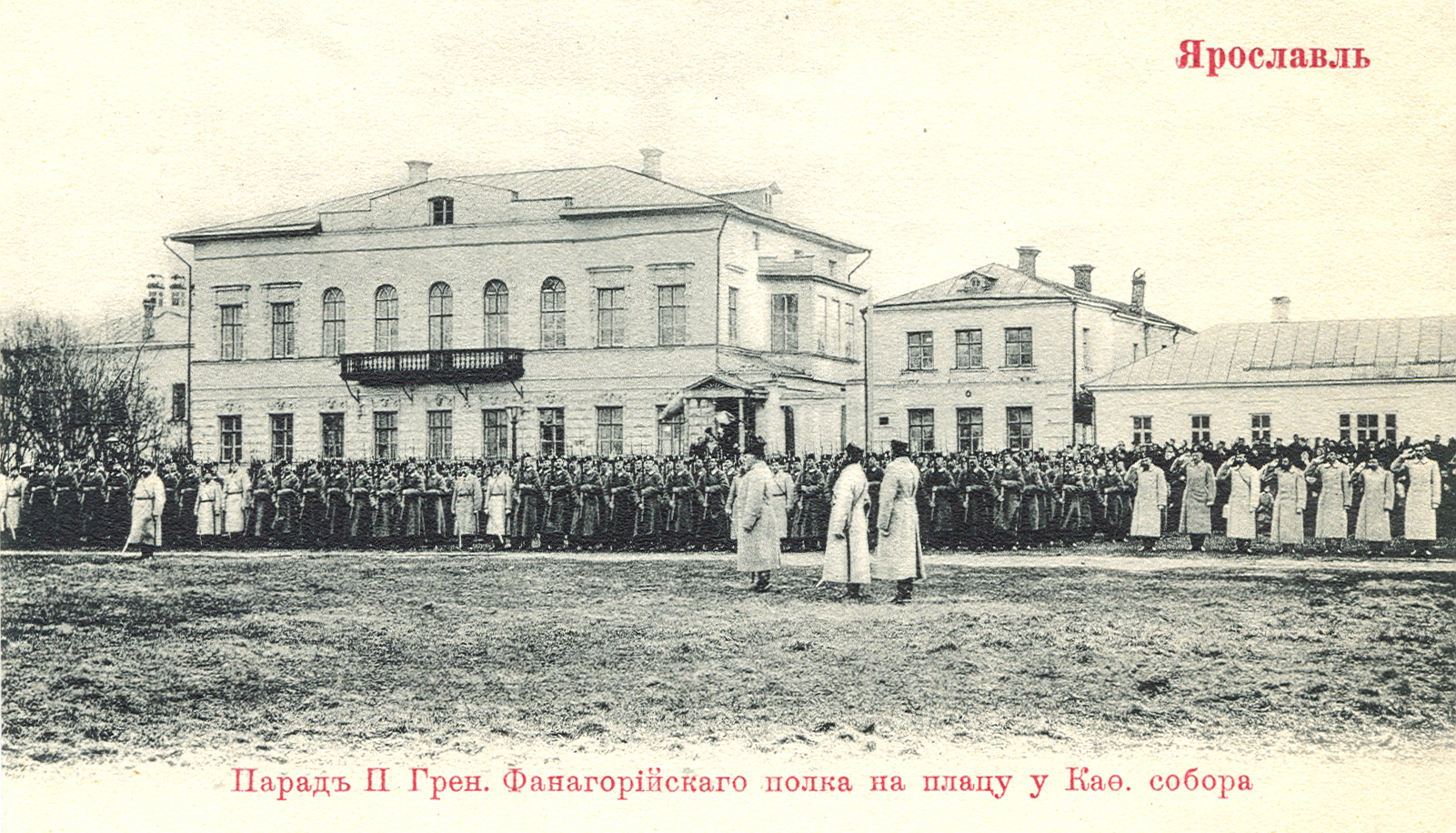
Парад на Соборной площади в начале XX века

После революции студенты Демидовского лицея оказали ожесточённое сопротивление советским комиссарам. В ходе подавления большевиками Ярославского восстания 1918 года здание лицея было одной из главных мишеней красной артиллерии, а в 1929 году сильно повреждённое здание и вовсе снесли, чтобы построить на стрелке Дом советов. В 1920-е советские власти снесли также храм Иоанна Златоуста и переделали Ильинско-Тихоновскую церковь в музей Ленина. В 1937 году взорвали Успенский собор.
Великая Отечественная война поставила крест на планах советской застройки Рубленого города. Нового строительства почти не велось и после войны, памятником советскому периоду осталась лишь неуместно возвышающаяся на территории древнего кремля «хрущёвка». Позднее рядом с Рубленым городом был сооружён обязательный для советских городов комплекс «вечного огня», а в Медвежьем овраге устроили небольшой стадион «Юный спартаковец» и теннисные корты. Митрополичьи палаты как самое древнее из сохранившихся в кремле зданий отреставрировали: к нему было пристроено восстановленное по древнерусским аналогам деревянное крыльцо.
В конце XX века историческое сердце Ярославля, будучи лишённым своих архитектурно-смысловых акцентов, представляло собой пустырь, стыдливо именовавшийся «историко-археологической зоной». Планомерных раскопок в этой зоне, впрочем, с 1950-х годов тоже не проводилось. К 975-летию города со стороны Которосли была построена беседка, схожая формами с исторической «беседкой Некрасова» на Волжской набережной. Напротив Даманского острова была поставлена пристань флотилии юных моряков им. Ушакова. О том, что ярославцы стали забывать об исконном назначении этой территории, свидетельствовало то, что «кремлём» иногда стали называть обнесённый стеной Спасо-Преображенский монастырь.
В последние десятилетия XX века предпринимались попытки возвращения Рубленому городу его прежнего значения в жизни горожан. От Стрелки к церкви Ильи Пророка была проложена аллея, на которой установили скульптурную группу по мотивам рублёвской ветхозаветной Троицы. Такое решение вызвало неоднозначную реакцию многих ярославцев, так как каменная скульптура под открытым небом чужда православной традиции. Сторожку Успенского собора приспособили под элитную одноместную гостиницу. Рядом с детской флотилией расположили плавучий ночной клуб с крутящимся дискотечным шаром на крыше.

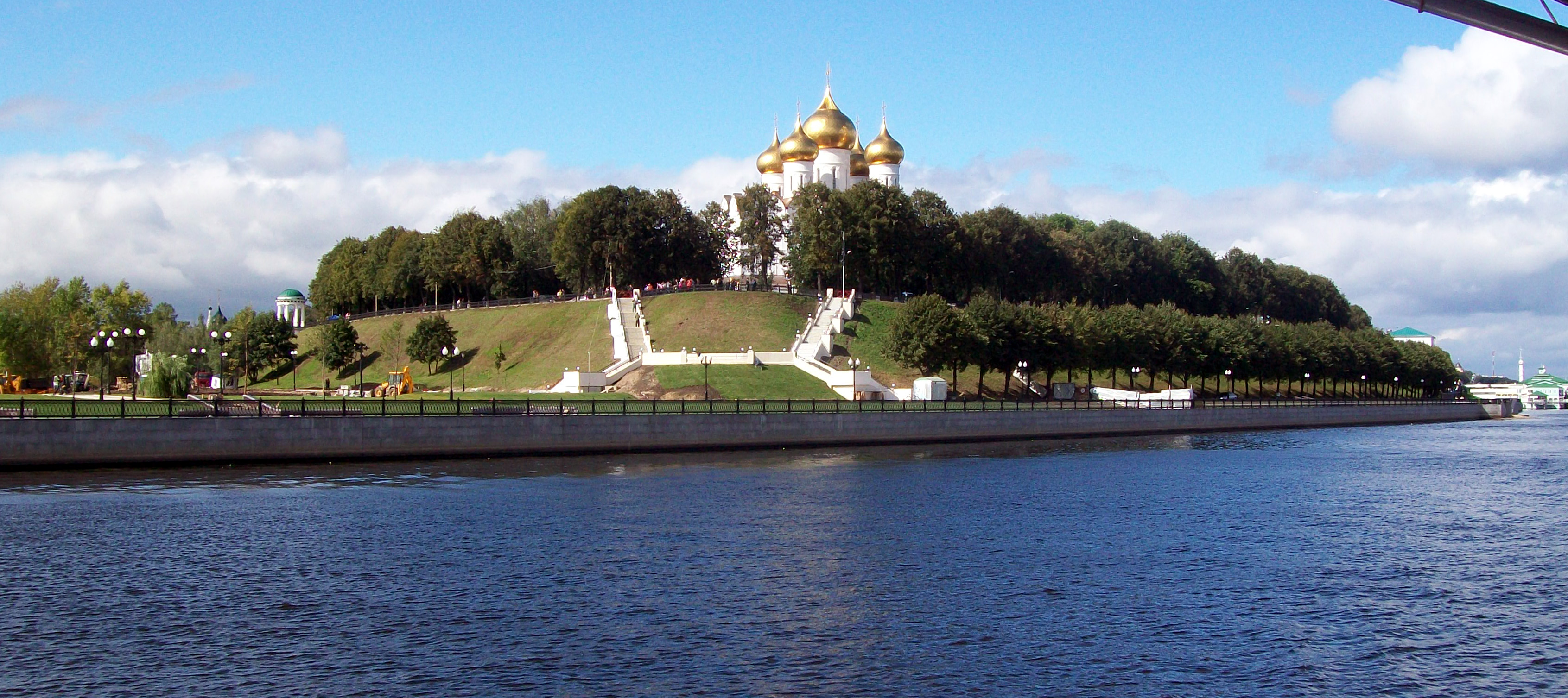
Вид на Стрелку с Волги, 2010 год

Наконец, в 2004 году по инициативе мецената Виктора Тырышкина было принято решение о восстановлении Успенского собора, правда, в новых формах. В связи с предстоящим строительством в 2004—2006 годах археологи изучали территорию, подлежащую застройке. Результаты были представлены на выставке «Тайны Успенского собора». Археологам не удалось опровергнуть гипотезу о том, что Ярославль возник с другой стороны Медведицкого оврага, где во время более ранних раскопок были сделаны самые древние находки на территории города. Не удалось и установить место нахождения первоначального Успенского собора.
В 2005 году исторический центр Ярославля, включающий территории Рубленого и Земляного городов, был включён в список Всемирного наследия ЮНЕСКО.

## Храмы Рубленого города
На территории Рубленого города исторически существовало шесть храмов, из которых сохранились два и один отстроен заново:

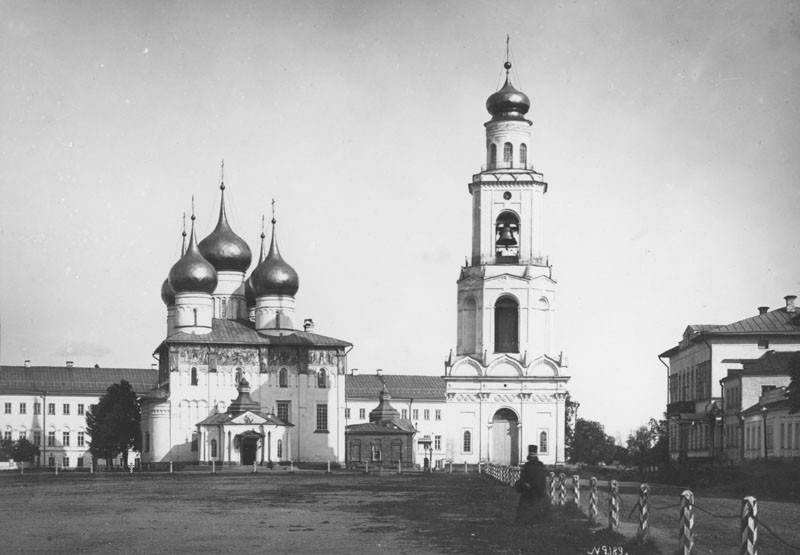
Успенский собор, 1881 год

- Успенский собор — духовный и архитектурный центр города на протяжении столетий. Как установлено раскопками Николая Воронина (1940), первоначально построен в 1215 году из кирпича с белокаменными деталями. В 1501 году обрушился в результате пожара, равно как и его ровесник — собор Спасского монастыря. В 1510-е годы оба здания были восстановлены. В середине XVII века в связи с быстрым ростом населения Ярославля и его превращением во второй по величине город России собор строится заново. В 1830-е годы на месте шатровой колокольни выстроена новая, огромная, несколько «подмявшая» под себя собор. В 1937 году Успенский собор был снесён, а в 2004—2010 годах на этом месте построен новый собор, весьма отличающийся от взорванного.

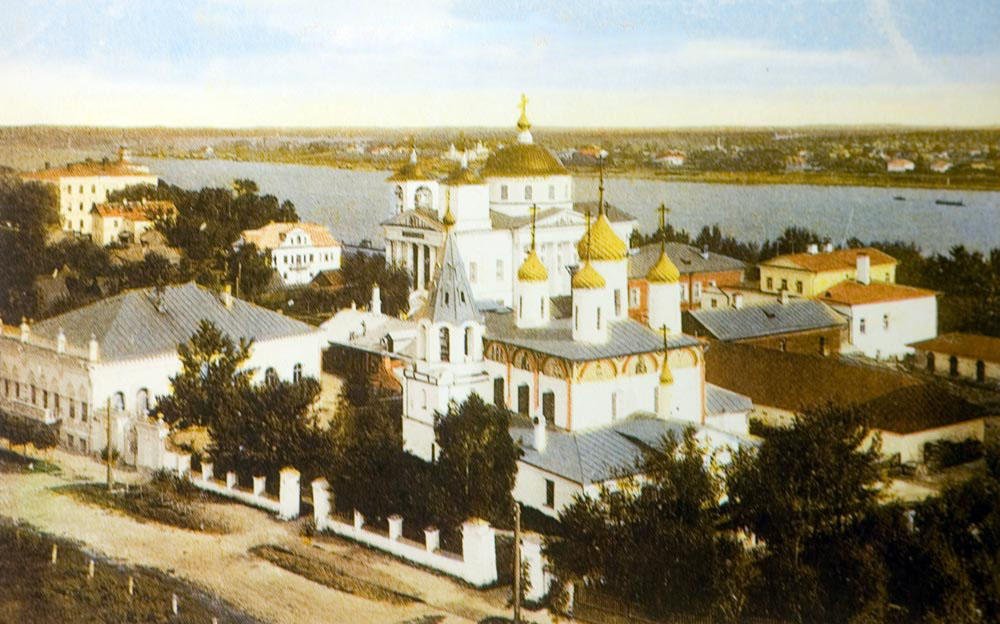
Вид на Златоустовскую (Шуйскую, на переднем плане) и Ильинско-Тихоновскую церкви, конец XIX века

- Ильинско-Тихоновская церковь — древнейшая, если верить «Сказанию…», церковь города, построенная самим Ярославом Мудрым и посвящённая Илии Пророку. «Сказание…» связывает её посвящение с тем, что именно в день памяти этого святого был основан город, но не исключена и связь с именем первого сына Ярослава — Ильи. В средние века была ружной, получая содержание из княжеской казны. В камне перестроена на средства прихожан то ли в 1684, то ли в 1694 году. В обиходе называлась Тихоновской по обустроенному в ней приделу Святого Тихона, в связи с тем, что поблизости была другая Ильинская церковь[12]. В 1825—1831 годах было возведено новое здание в формах позднего классицизма. В советское время боковые башни были сломаны, а само здание передано под реставрационные мастерские.

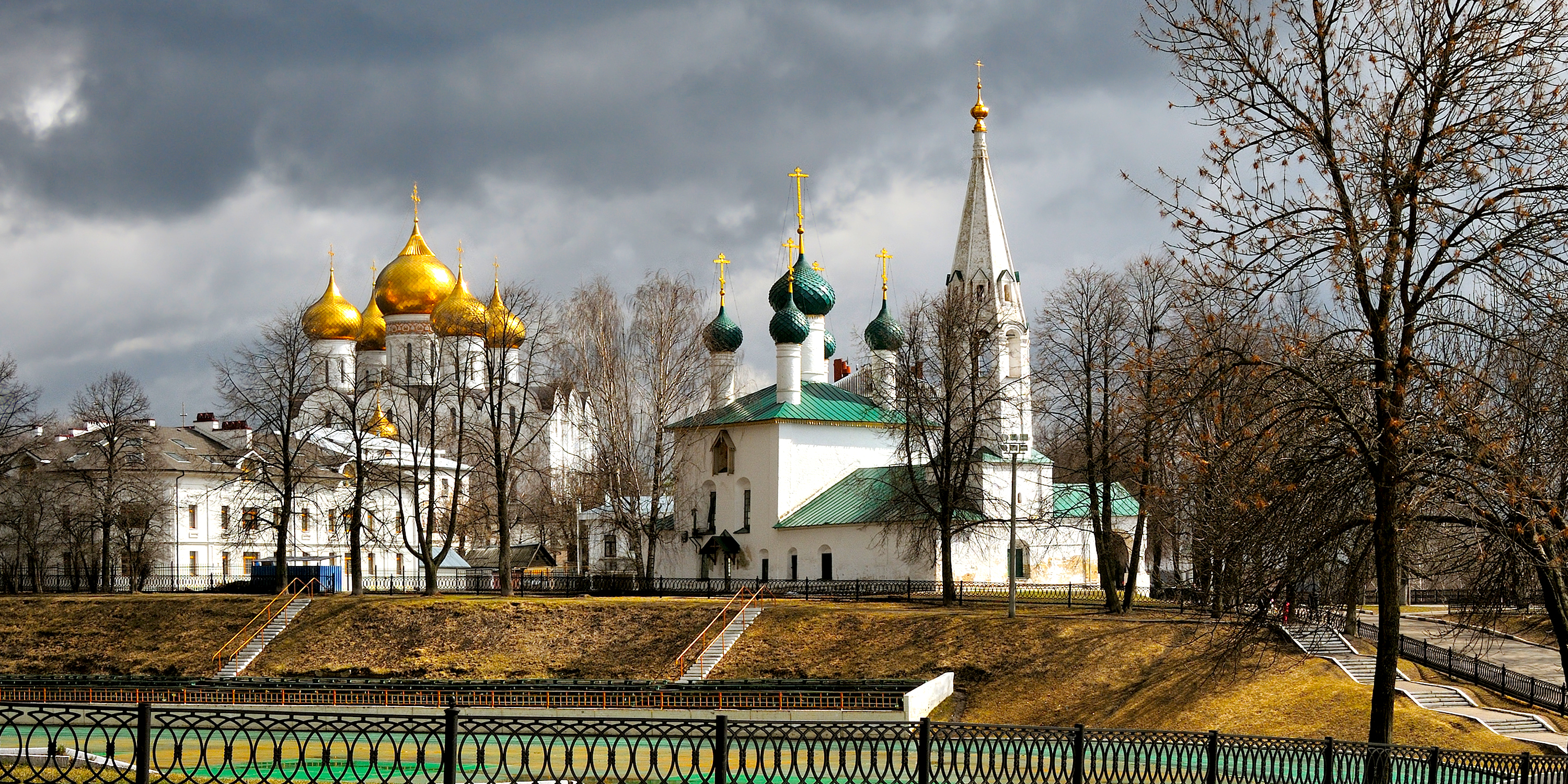
Церковь Николая Чудотворца на фоне Успенского собора, 2015 год

- Никольская церковь — единственный храм, сохранившийся в неизменном виде со времён существования кремля. Построен в камне в 1695 году на месте деревянной церкви. Стоявшая рядом проезжая башня кремля называлась по церкви Никольской. В настоящее время здание занимает реставрационный отдел художественного музея; доступа внутрь нет.
- Церковь Леонтия Чудотворца — строилась при Ионе Сысоевиче как домовая церковь архиерея и соединялась крытым переходом с Митрополичьими палатами. Освящена в честь Леонтия Ростовского — первого святого ростовской земли и основателя Ростово-Ярославской епархии. Церковь стояла «на кладовых палатках» — высоком подклете, вероятно, сохранившемся от Успенского собора XVI века и приспособленном для хранения «свинцовой и зелейной казны». В конце XVIII века прорабатывались планы строительства на подклете обветшавшей церкви новой соборной колокольни, но они не осуществились. В 1809 году этот одноглавый храм был разобран.
- Церковь Шуйской иконы Божией Матери, более известная как церковь Иоанна Златоуста в кремле по приделу во имя Иоанна Златоуста, была отстроена в камне в 1690 году на средства ярославского купца Ивана Абросимова[13]. Храм в духе ярославского зодчества был увенчан пятью небольшими шлемовидными главами под стать соседнему собору. Разрушен не позднее 1929 года.
- Церковь Толгской иконы Божией Матери, освящённая в честь величайшей святыни Ярославля и его небесной покровительницы, находилась посередине между собором и Николо-Рубленской церковью. Построена в камне на месте сгоревшей деревянной церкви в 1686 году на средства дьяка Ивана Казакова. Одноглавая бесстолпная церковь с шатровой колокольней высотой 28 м, надстроенной над папертью[13] — один из первых в Ярославле примеров такого рода. Церковь просуществовала как приходская до 1802 года, затем разобрана в связи с уменьшением населения кремля.

Одним из проектов восстановления Успенского собора предполагалось его восстановление с максимальной исторической точностью, а также сооружение часовен на месте Леонтьевского, Златоустовского и Толгского храмов. В поддержку этого проекта высказывались некоторые историки архитектуры, в том числе Андрей Баталов, однако данный проект не был осуществлён.